# Matthew Sheridan
Matthew Benjamin Sheridan (* 9. Mai 2004) ist ein neuseeländischer Fußballspieler.

## Karriere

### Verein
Nach der Saison 2021, welche er beim Farmteam Lower Hutt City AFC verbrachte, kehrte er Anfang 2022 wieder in die Reservemannschaft von Wellington Phoenix zurück. Ende 2023 rückte er fest in den Kader der Erstvertretung in der A-League auf. Sein Debüt gab er am 25. November 2023, als er bei einem 1:0-Sieg über den Melbourne City FC zur 89. Minute für Nicholas Pennington eingewechselt wurde. Weitere Einsätze kamen dann noch in der zweiten Saisonhälfte im Frühjahr 2024 hinzu.

### Nationalmannschaft
Mit der neuseeländischen U23-Mannschaft nahm er im Spätsommer 2023 an dem ozeanischen Qualifikationsturnier für das Fußballturnier der Olympischen Sommerspiele 2024 in Paris teil und kam hier im Halbfinale und im Finale zum Einsatz. Danach wurde er auch für den Olympiakader nominiert, wo er in zwei Gruppenspielen eingewechselt wurde.